# غوسنيتس
غوشنيتز (بالألمانية: Gößnitz) هي بلدة ألمانية تقع في ألمانيا في تورينغن.[بحاجة لمصدر]  يقدر عدد سكانها بـ 3,964 نسمة .